# 丹六園
丹六園（たんろくえん）は、宮城県塩竈市宮町にある老舗和菓子店。創業は「中興の名君」と謳われた仙台藩第5代目藩主・伊達吉村の治世の1720年（享保5年）にさかのぼり、現当主で11代目という老舗中の老舗。塩竈神社の門前にある。丹六園の銘菓「志ほがま（しおがま）」は、塩竈市および宮城県を代表する和菓子である。